# St. Martin (Merching)

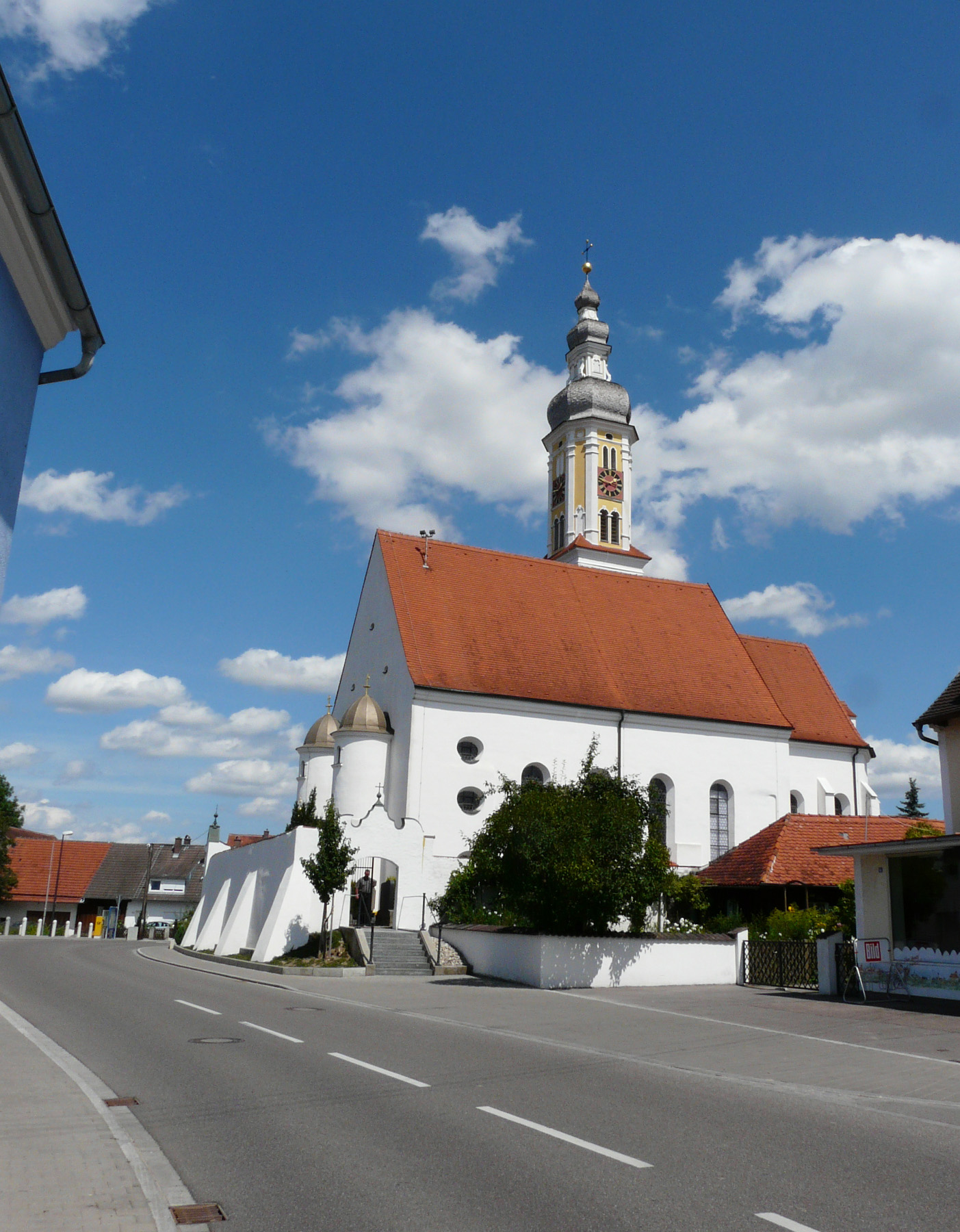
St. Martin in Merching

Die römisch-katholische Pfarrkirche St. Martin steht in Merching, einer Gemeinde im schwäbischen Landkreis Aichach-Friedberg von Bayern. Das Bauwerk ist in der Liste der Baudenkmäler in Merching als Baudenkmal unter der Nr. D-7-71-145-1 eingetragen. Es gehört zur Pfarreiengemeinschaft Merching im Dekanat Aichach-Friedberg des Bistums Augsburg.

## Beschreibung
Die gotische Saalkirche wurde 1704 bis auf die unteren Geschosse des Kirchturms und des Chors durch einen Brand zerstört. An den eingezogenen, im Osten dreiseitig geschlossenen Chor wurde 1707 nach Westen das neue Langhaus angebaut. Der Kirchturm an der Nordwand des Langhauses wurde 1737 mit einem achteckigen Geschoss mit Pilastern an den Ecken aufgestockt und mit einer Welschen Haube bedeckt. Vor der Fassade im Westen wurde 1922 ein Anbau mit dem Portal errichtet, das von zwei Treppentürmen flankiert wird. 
Der Innenraum des Langhauses ist mit einem Tonnengewölbe überspannt, der des Chors mit einem Stichkappengewölbe. Die Fresken, im Chor mit der Marienkrönung, im Langhaus mit dem Begräbnis des Martin von Tours, hat 1899 Kaspar Schleibner gestaltet. Die Altäre, darunter der Hochaltar von 1712, wurden von Johann Bergmüller gebaut. Die Altarretabel bemalte sein Sohn Johann Georg Bergmüller. Ein um 1700 gestaltetes Kruzifix wird Lorenz Luidl zugeschrieben. Sein Sohn Johann Luidl errichtete um 1740 eine Statue des Johannes Nepomuk. Die Orgel auf der Empore wurde 1993 als Opus 7 mit 23 Registern, verteilt auf zwei Manuale und ein Pedal gebaut.